# Малышев, Марк-Эмиль Михайлович
Марк-Эмиль Михайлович Малышев (швед. Mark-Emil Malyshev; род. 1 мая 2001, Уппсала) — шведский, российский хоккеист, защитник.

## Биография
Родился в Швеции, куда в 2000 году уехала семья. Начинал заниматься хоккеем в стокгольмских клубах «Флеминсберг» и «Юргорден». В 11 лет с семьёй вернулся в Россию, занимался в школах «Нева» (Санкт-Петербург, 2012) и «Варяги» (посёлок имени Морозова, 2013—2014). Вернувшись в Швецию играл за команды «Туллинге» (U16, 2015/16), ХВ71 (U16, U18, U20, 2016/17 — 2017/18). Сезон 2018/19 провёл в канадской команде WHL «Саскатун Блейдз». Два сезона отыграл за команду U20 «Векшё Лейкерс». В сезонах 2021/22 — 2022/23 выступал в ВХЛ за «Динамо» СПб. В сезоне 2023/24 играл в низших дивизионах Швеции («Нюнесхамн» и «Хаммарбю») и Норвегии «Йёвик». С сезона 2024/25 — игрок команды чемпионата Казахстана «Хумо» Ташкент (Узбекистан).

## Ссылка
- r-hockey.ru
- vhlru.ru